# Соловецький (острів)
Солове́цький (Великий Соловецький; рос. Соловецкий, Большой Соловецкий) — найбільший острів у складі Соловецького архіпелагу площею 246 км². На заході відокремлений від материка (Карелія) протокою Західна Соловецька Салма, на сході — від острова Анзерський протокою Анзерська Салма, на південному сході — від острова Велика Муксалма протоками Північні Залізні Ворота та Південні Залізні ворота, на південному заході — від островів Сінні Луди, Великий Заєцький та Малий Заєцький протокою Печаківська Салма.

## Географія
Соловецький острів має округлу форму зі значним півостровом на півдні. Острів вкритий мішаними та хвойними лісами, безлісі ділянки спостерігаються лише на узбережжях. Найпоширенішими видами дерев є береза та ялина. Рельєф рівнинний, погорбований на півдні та заході. Максимальна висота — 80 м, інша вершина за висотою — гора Секирна (77 м; тут встановлено Соловецький маяк-церква), на крайньому півдні знаходиться гора Печак висотою 26 м. Острів сильно заболочений, на ньому розташована велика кількість озер. Найбільшими з них є:
- Амбарне
- Банне
- Березове
- Довге
- Велике Грем'яче
- Велике Красне
- Велике Лобське
- Велике Острече
- Велике Ягідне
- Нижній Перт
- Семиострівне
- Середній Перт

Берег острова сильно порізаний, утворює численні затоки, бухти та губи, а також півострови. Найбільшими є губи Єремеєва та Довга на сході та Соснова на півночі, Соловецька затока на заході. Губа Довга відокремлює великий півострів Камчатка. На сході та заході виділяються невеликі піщані пляжі.
Миси: на півночі — Перечнаволок, Тонкий, Овсянников, Ребалда (поряд знаходиться губа Нерпича та острівець Ребалда); на заході — Білужий; на півдні — Березовський, Західний Печак та Східний Печак. До сусіднього острова Велика Муксалма збудована штучна кам'яна дамба.
Населення проживає у трьох населених пунктах — селищах Соловецький (840 осіб), Гора Секирна (2 особи), та Савватьєво (1 особа). Інші поселення незаселені: Ребалда, Ново-Соснова, Ісаково, Горки.

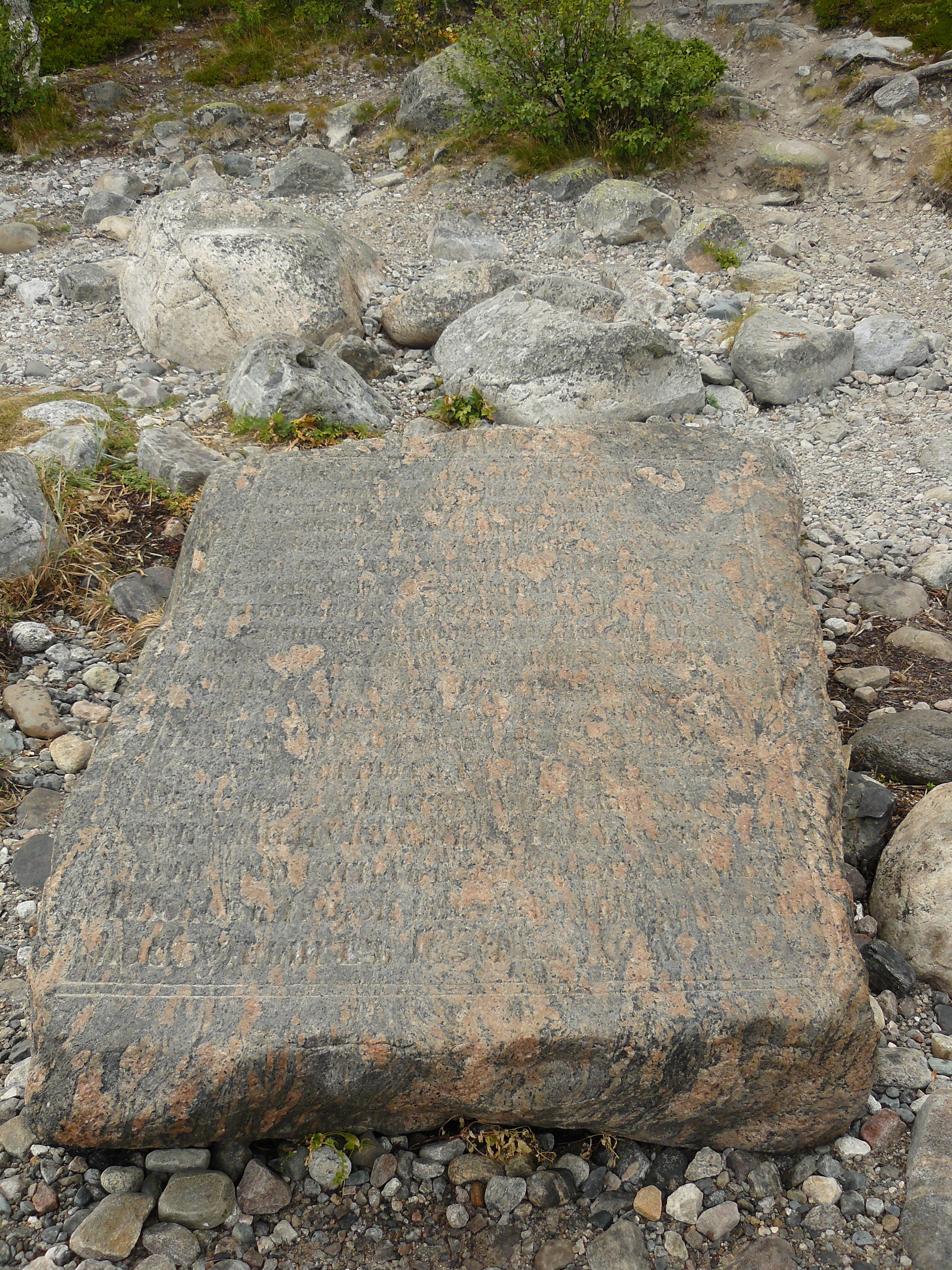
Переговорний камінь
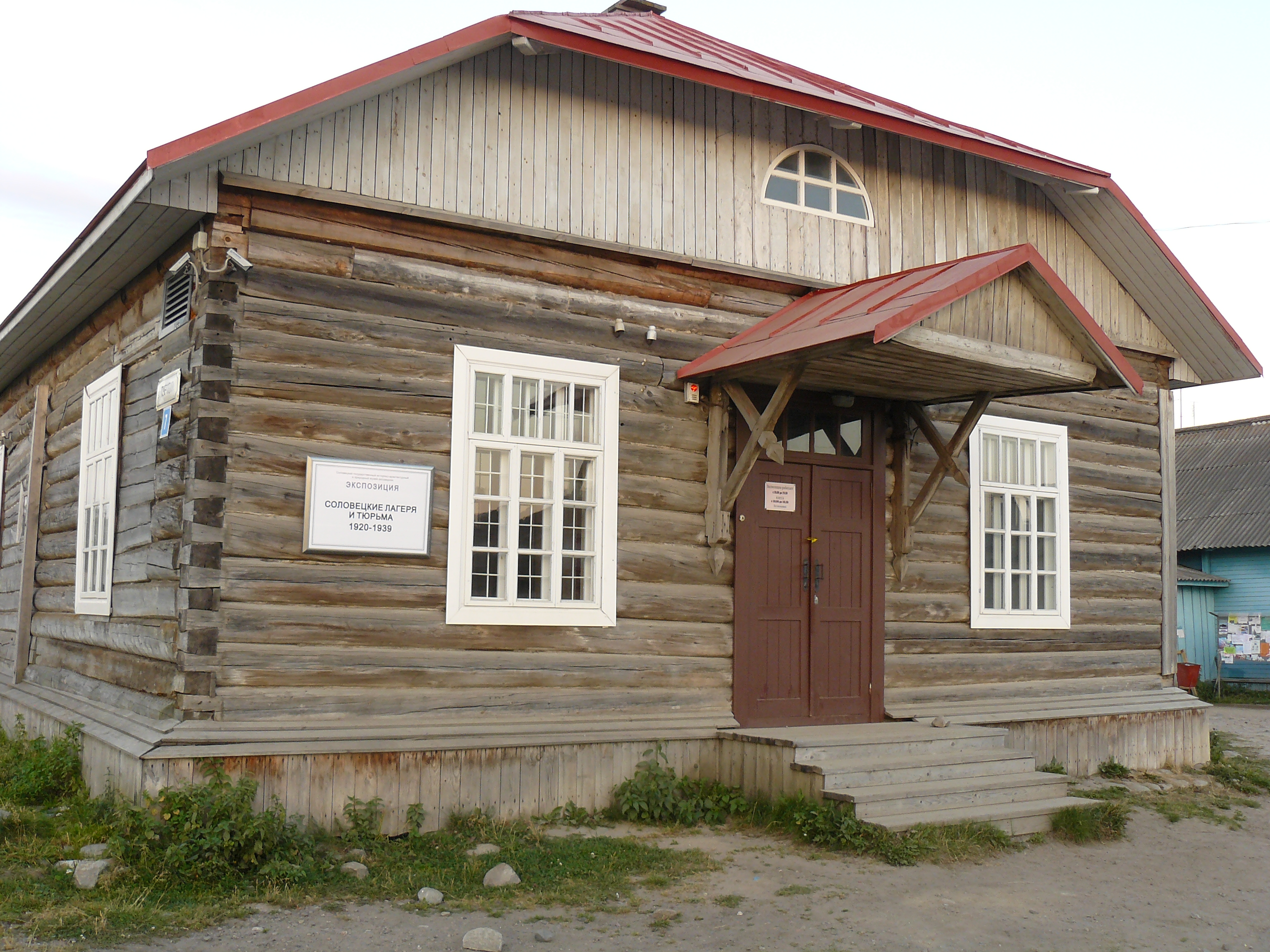
Музей у будівлі колишнього бараку
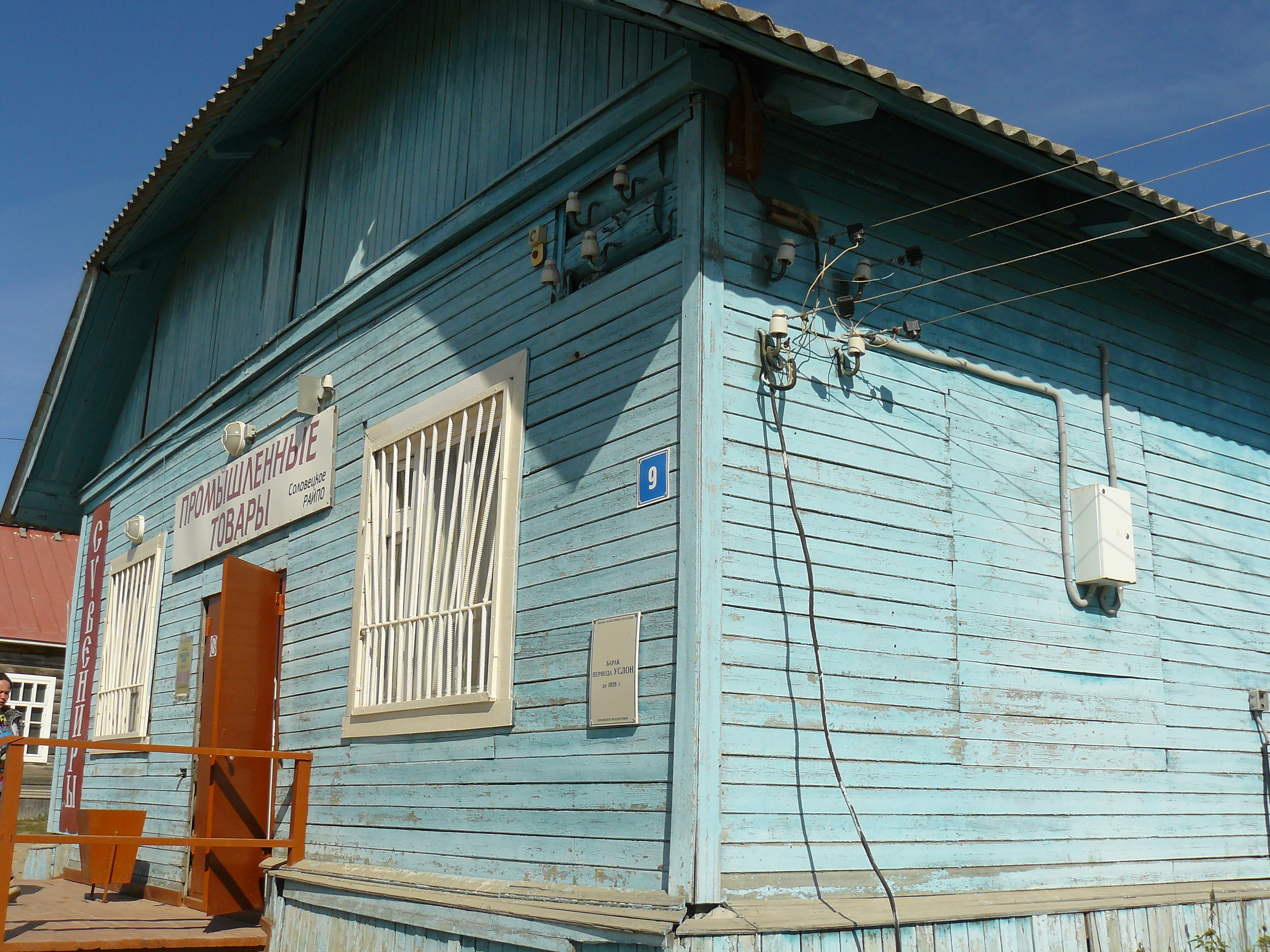
Ще один барак
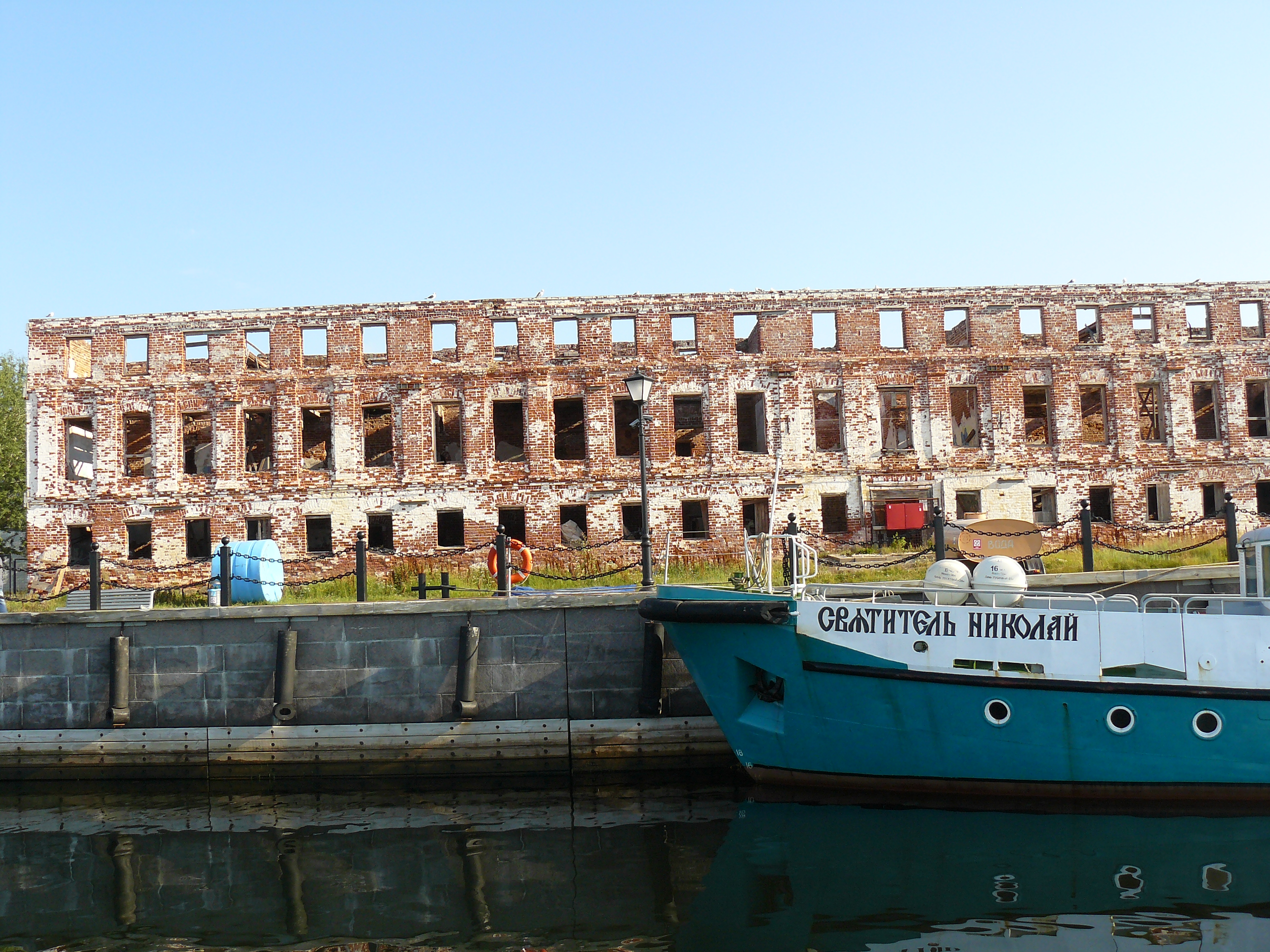
Будинок НКВС
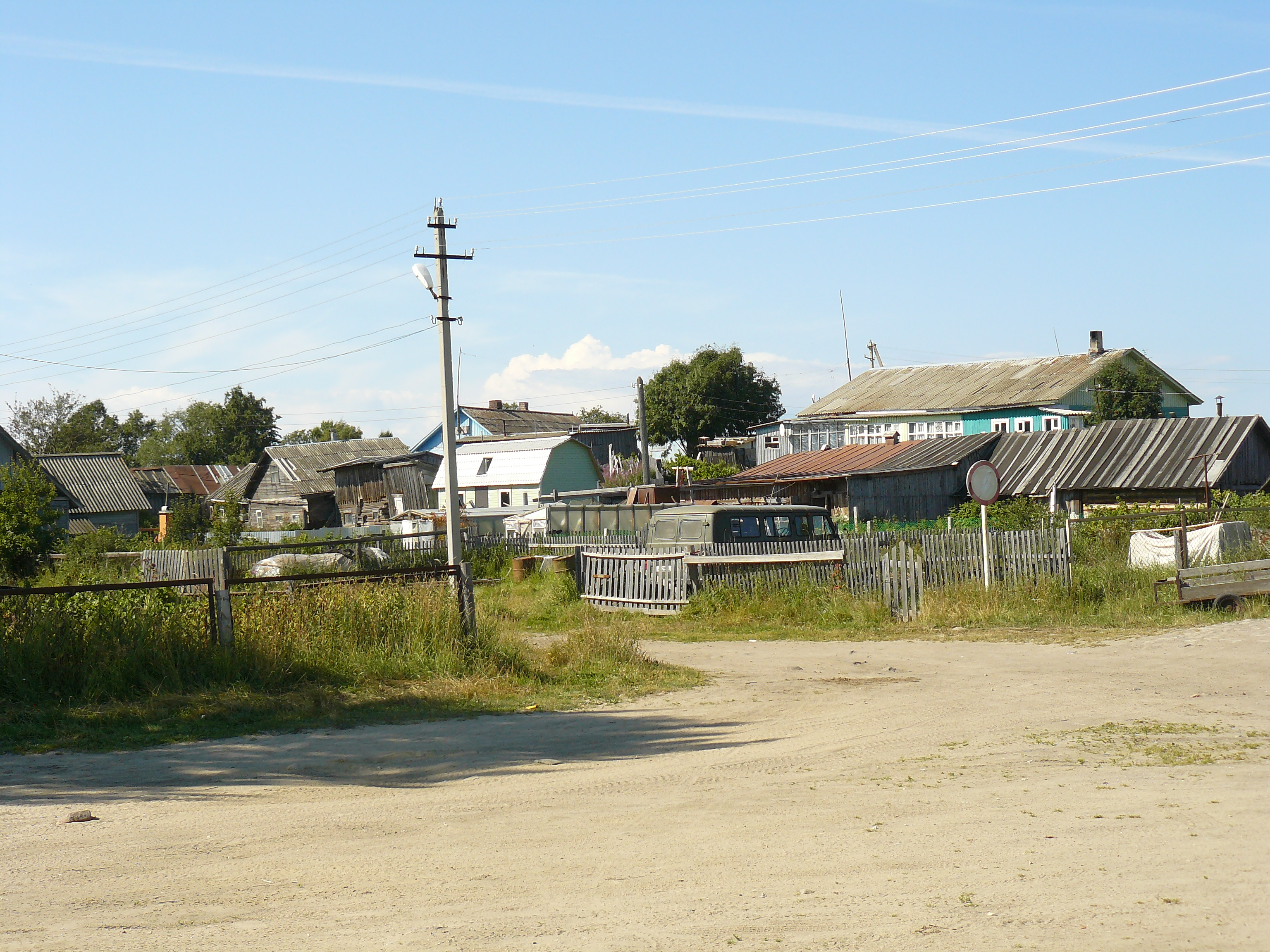
Селище Соловецький